# Score (revista)
Score es una revista pornográfica para hombres que está enfocada en la temática de mujeres con senos extremadamente grandes. 
La revista se lanzó en 1992 por cuatro directores: jefe de redacción John C. Fox, el fotógrafo John Graham, Harvey Weinstein, y Sam Lessner de H&S Sales, una compañía de videos por pedido postal (las acciones de Lessner fueron compradas posteriormente). El éxito de la revista llevó a la creación de The Score Group compañía editorial; Score se quedó como el título estandarte y fue fusionada luego con Voluptuous y revistas dedicados a modelos jóvenes (18, 19 años de la edad: 18Eighteen), fetiche de piernas (Leg Sex), de modelos aficionadas (Naughty Neighbors), mujeres más viejas sin aparente límite de edad (40 Something), y varias otras. Al final de la década de los noventa, H&S Sales tomo también la marca Score Group. Los DVD de Score son distribuidos actualmente en los Estados Unidos por Pure Play Media. 